# 湯森 (麻薩諸塞州普查規定居民點)
湯森（英語：Townsend）是位於美國麻薩諸塞州米德爾塞克斯縣的一個普查規定居民點。

## 人口
根據2020年美國人口普查的數據，湯森的面積為4.47平方千米，當中陸地面積為4.39平方千米，而水域面積為0.08平方千米。當地共有人口1213人，而人口密度為每平方千米271.36人。